# Westend Gate
De Westend Gate is een wolkenkrabber in de Duitse stad Frankfurt. Het is het hoogste hotelgebouw van de stad. Het hotel van de Marriott-keten heeft 588 kamers en is een vijfsterrenhotel. Het gebouw is ook bekend onder de naam Plaza Büro Center. Het is gelegen aan de Messe Frankfurt (handelsbeurs) en staat in de lijst van hoogste gebouwen van Europa.
Het in 1976 gebouwde bouwwerk heeft een hoogte van 159 meter. De toren telt 47 verdiepingen, waarvan de verdiepingen 26 tot 44 hotelkamers en de andere verdiepingen kantoren zijn. Sinds oktober 2008 is het gebouw volledig gerenoveerd en kreeg het ook de nieuwe naam.